# Державний кордон Кенії

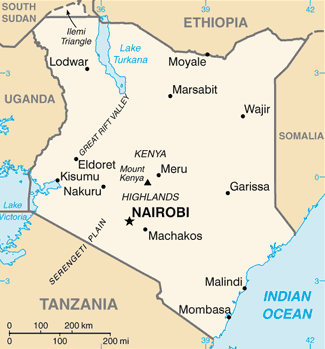
Карта Кенії

Державний кордон Кенії — державний кордон, лінія на поверхні Землі та вертикальна поверхня, що проходить по цій лінії, що визначають межі державного суверенітету Кенії над власними територією, водами, природними ресурсами в них і повітряним простором над ними.

## Сухопутний кордон
Загальна довжина кордону — 3457 км. Кенія межує з 5 державами. Уся територія країни суцільна, тобто анклавів чи ексклавів не існує. 
Ділянки державного кордону
| Держава         | Ділянка         | Довжина (км) | Прикордонні регіони | Примітки |
| --------------- | --------------- | ------------ | ------------------- | -------- |
| Ефіопія         | північ          | 867          |                     |          |
| Сомалі          | схід            | 684          |                     |          |
| Південний Судан | північний захід | 317          |                     |          |
| Танзанія        | південь         | 775          |                     |          |
| Уганда          | захід           | 814          |                     |          |

## Морські кордони
Кенія на сході омивається водами Індійського океану. Загальна довжина морського узбережжя 536 км. Згідно з Конвенцією Організації Об'єднаних Націй з морського права (UNCLOS) 1982 року, протяжність територіальних вод країни встановлено в 12 морських миль (22,2 км). Виключна економічна зона встановлена на відстань 200 морських миль (370,4 км) від узбережжя. Континентальний шельф — до глибин 200 м.

## Спірні ділянки кордону
Ілемійський трикутник на півночі є спірною територією між Кенією та Південним Суданом. Де-факто територію контролює Кенія.